# Misión circular

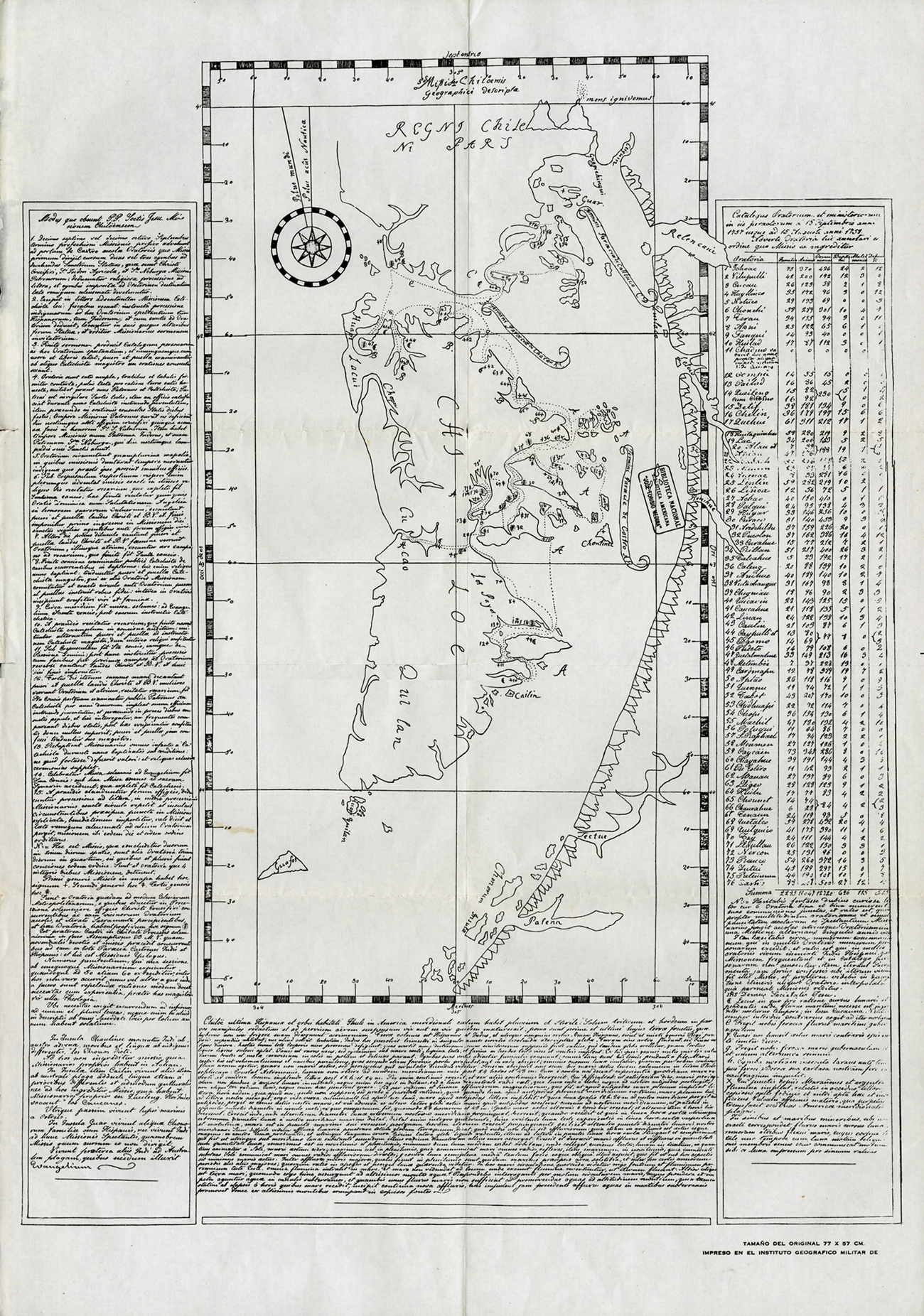
Mapa de la Misión circular de Chiloé, 1751.

La Misión circular, también conocida en su forma plural de Misiones circulares, fue un sistema de misiones anuales establecido por la Compañía de Jesús (jesuitas) en el Archipiélago de Chiloé a comienzos del siglo XVII, y que luego de la expulsión de la orden del Imperio Español en 1767, sería continuado por los franciscanos.

## Historia
La Misión circular comenzó como un proyecto experimental el año 1608, cuando varios asentamientos huilliches y españoles del archipiélago fueron visitados por los jesuitas Melchor Venegas y Juan Bautista Ferrufino, en una serie de viajes durante los meses de primavera y verano. Durante estos viajes, en cada lugar los jesuitas se quedaban cerca de tres días antes de continuar a su siguiente parada. 
El año 1617 la misión fue finalmente formalizada, continuando con el esquema de visitas en primavera y verano de los años anteriores. Durante los meses de invierno, los jesuitas se quedaban en su residencia de Castro.
Luego de la expulsión de los jesuitas en 1767, la misión fue continuada por los franciscanos asociados al Convento de Santa Rosa de Ocopa hasta 1824, año en que Simón Bolívar cierra dicho convento. La actividad circular se retoma a partir de 1836, tomando como metodología la práctica realizada en décadas anteriores.

## Recorrido

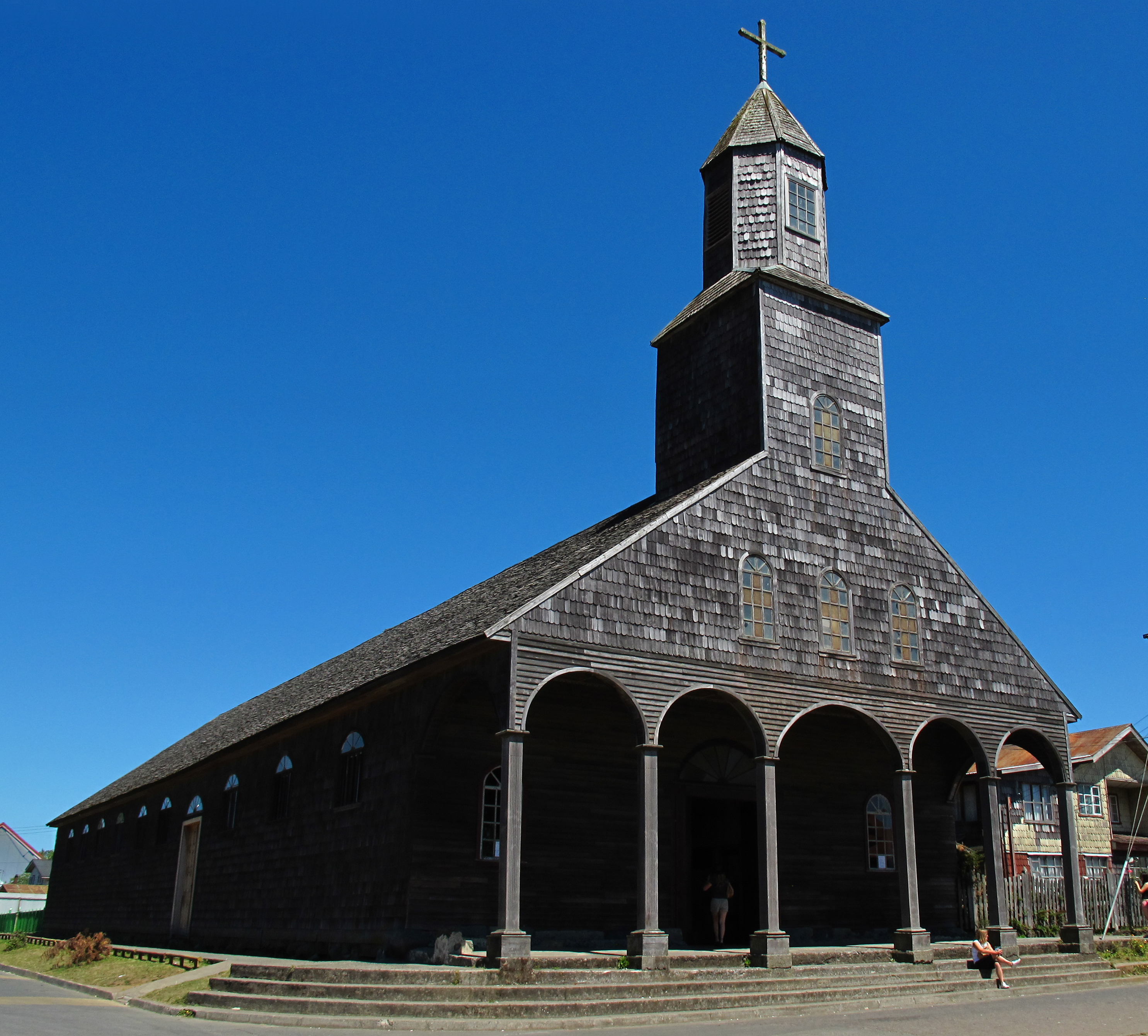
Iglesia de Achao, construida en la época de las misiones jesuitas

Para el año 1755, los jesuitas reportaban haber establecido 77 capillas por todo el archipiélago. La travesía se iniciaba en la ciudad de Castro, y luego de recorrer hasta localidades cercanas a Quellón por el sur, se devolvían en dirección al norte para visitar las diversas localidades del mar interior de Chiloé. Luego de esta etapa, se continuaba con las localidades de la costa norte del Canal de Chacao, pertenecientes a las actuales comunas de Calbuco y Maullín, para luego finalizar con las localidades más cercanas a Castro, donde se establecían hasta el próximo año.
Entre finales del año 1766 y comienzos del 1767, se llevó a cabo uno de los mayores viajes misionales, cuando jesuitas e indígenas chonos recorrieron más de dos mil kilómetros en dalca, hasta llegar al Archipiélago Guayaneco, al sur de la Región de Aysén. En ese lugar los sacerdotes se dedicaron a evangelizar a las por entonces desconocidas tribus kaweshkar, y lograron embarcar a algunos grupos a la Misión de la Isla Cailín, al sur de la Isla de Chiloé. Este viaje está documentado en el relato de viaje del sacerdote jesuita José García, partícipe de la travesía.

## Legado

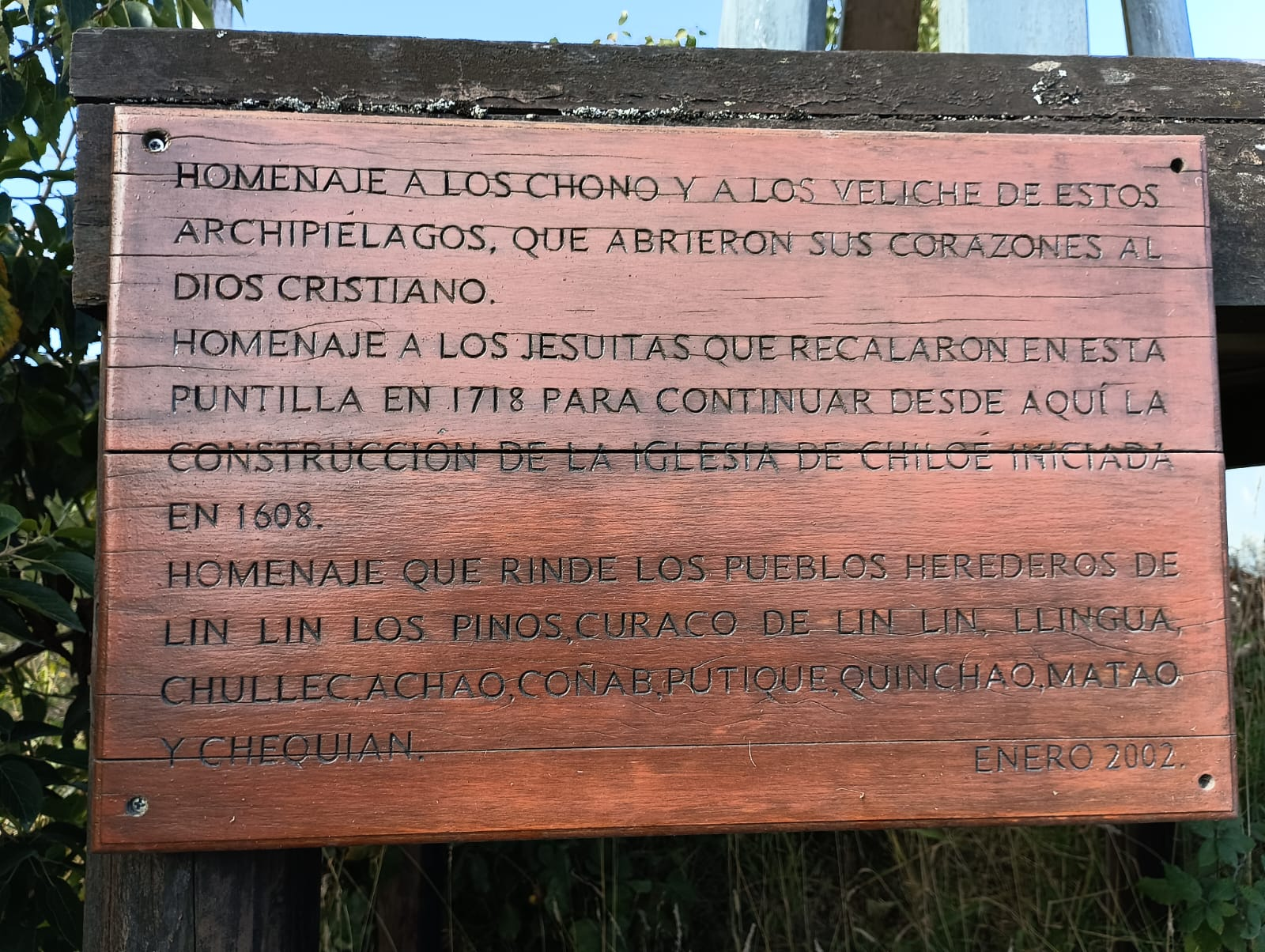
Cartel con homenaje a misiones jesuitas en localidad de Chequian, Isla Quinchao.

El legado más importante de la Misión circular es el alto grado de adhesión al catolicismo presente en el archipiélago de Chiloé, así como la supervivencia hasta nuestros días de instituciones como los Fiscales de Chiloé, a cargo del cuidado de las patrimoniales Iglesias de Chiloé, que surgieron durante el periodo de evangelización jesuita. El éxito pastoral de los jesuitas dio lugar a que la provincia de Chiloé fuera conocida como "jardín de la Iglesia" durante el siglo XVIII, y a que se le comparara con la provincia del Paraguay en términos de sus resultados misionales.
En la localidad de Chequian, comuna de Quinchao, se encuentra un pequeño memorial en recuerdo de la existencia en ese lugar de una casa misional de los jesuitas desde 1718, así como su rol como lugar de partida de las misiones hacia las islas del archipiélago de Chiloé.
El año 2009 se filmó el documental "La Misión Circular, Iglesias de Chiloé", que rescata parte de la historia de la misión.